# アドゥング

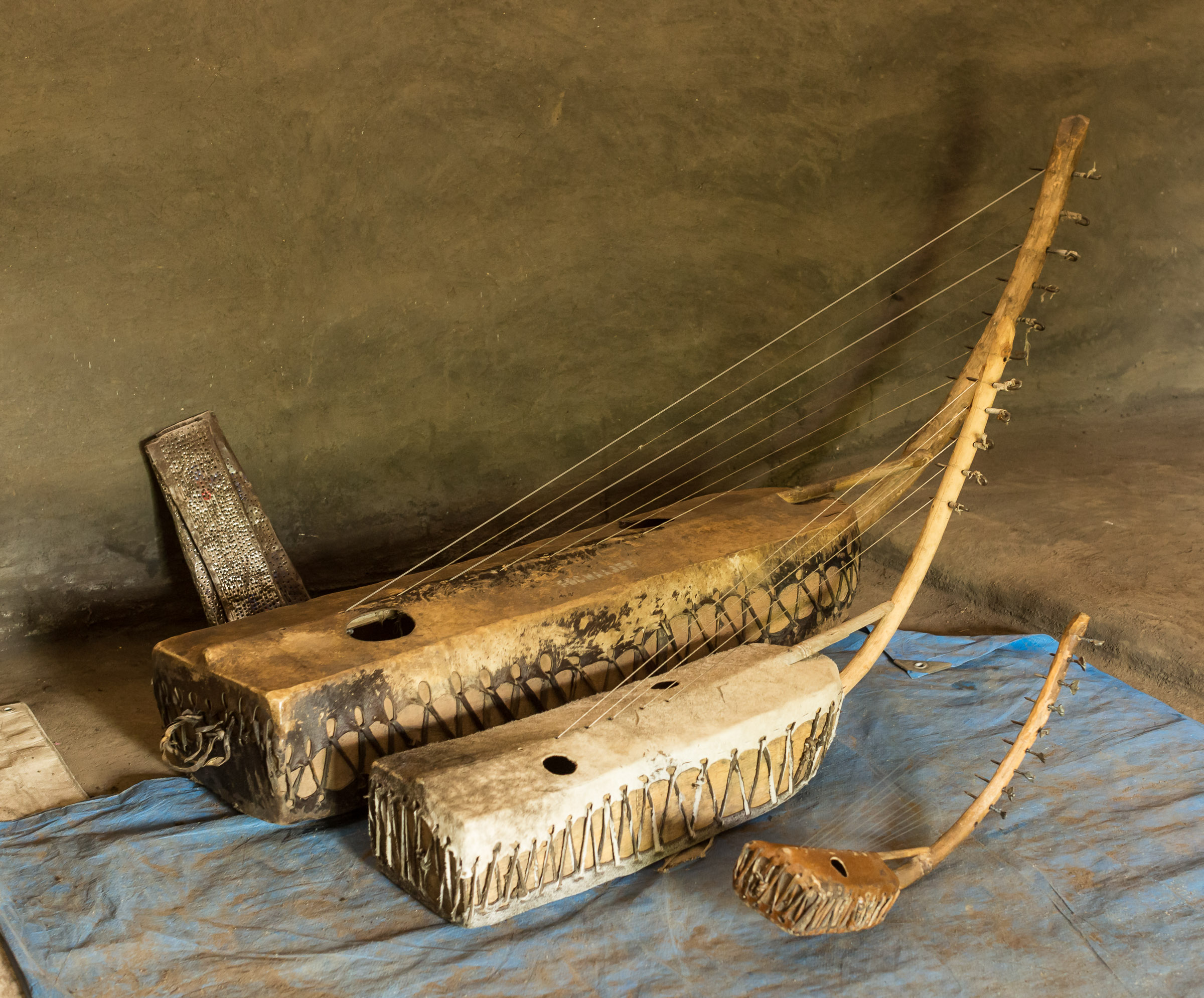
ウガンダ北西部のアドジュマニ・セツルメントにあるバプテスト教会の3つの異なる大きさのアドゥング

アドゥングはウガンダ北西部のアルル人の弦楽器で、7～10あるいはそれ以上の弦を持つ様々な大きさのアーチ状をしたハープである。エキドンゴやエネンガとも呼ばれる。
アドゥングは個人的な喜び、ナイトクラブやコンサートの音楽、精神病の治療、キリスト教の礼拝など、多彩な目的のために1人でボーカルの伴奏がつくこともあり、もしくはアンサンブルで演奏される。
その物理的な形はアフリカ独自の起源に由来する。しかし、アドゥング音楽として一般的に知られている音楽の形式は、古典ヨーロッパ音楽の音階に直されたものであり、ウガンダにおける英国の存在の影響を含んでいる。
アドゥングに熟達した現代の演奏家にはウガンダのミュージシャン、ジェームス・マクブヤやアメリカのアーティスト、クリスタル・ブライトなどがいる。